# Aaron Philip

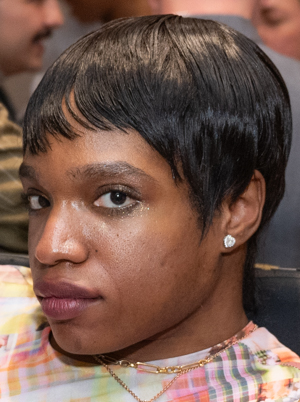
Aaron Philip.

Aaron Philip é uma modelo antígua-americano contratado pela Elite Model Management. Ela obteve sucesso notavelmente com a exposição no Twitter e Instagram como uma modelo negra, transgénero e deficiente, e foi modelo para a revista Paper e ASOS.com. Ela nasceu com paralisia cerebral.

## Reconhecimento
Ela foi listada como parte da Teen Vogue 's 21 Under 21 para 2018.
Em 2019, a revista Out nomeou Philip e Teddy Quinlivan como Out100 Modelos do Ano.